# Mehrian-e 'Olya
Mehrīān-e ‘Olyā o Mehrīān (farsi مِهريانِ عُليا) è una città dello shahrestān di Boyer Ahmad, circoscrizione di Centrale, nella provincia di Kohgiluyeh e Buyer Ahmad. Aveva, nel 2006, 4.857 abitanti.